# Brian Littrell
Brian Thomas Littrell (* 20. února 1975 Lexington) je americký zpěvák, skladatel a herec, nejvíc známý jako člen skupiny Backstreet Boys. Je také zpěvákem žánru CCM (Contemporary Christian music) a v roce 2006 vydal sólové album Welcome Home. Se svými pěti singly se dostal do žebříčků křesťanských Top 20 ve Spojených státech amerických. Dne 10. dubna 2015 byl spolu se svým bratrancem a bandmatem Kevinem Richardsonem uveden do kentucké hudební síně slávy. S Backstreet Boys vystoupil v televizních seriálech Arthur, Sesame Street a Sabrina the Teenage Witch. V letech 1998 a 1999 s nimi také vystupoval v komediální noční televizní show Saturday Night Live. V roce 2013 se objevil v komedii This Is the End spolu s ostatními členy skupiny Backstreet Boys.

## Diskografie
- Welcome Home (2006)